# Elimination Chamber: Toronto
Elimination Chamber: Toronto (cunoscut sub numele de No Escape: Toronto în Germania) a fost un eveniment de wrestling din 2025 produs de compania americană WWE. A fost cel de-al 15-lea eveniment Elimination Chamber și a avut loc sâmbătă, 1 martie 2025, la Rogers Centre din Toronto, Ontario, Canada. Evenimentul s-a desfășurat prin pay-per-view (PPV) și livestreaming și a prezentat luptători din diviziile Raw și SmackDown ale promoției. Evenimentul se bazează pe meciul Elimination Chamber, un tip de meci Steel Cage bazat pe eliminarea de mai multe persoane, în care sunt în joc titluri sau oportunități viitoare pentru titluri.
Evenimentul a cuprins patru meciuri, care au inclus două meciuri Elimination Chamber, câte unul pentru bărbați și femei. Main event-ul a fost meciul masculin, care a fost câștigat de John Cena , câștigând un meci pentru Undisputed WWE Championship al SmackDown la WrestleMania 41, în timp ce meciul feminin, care a fost meciul de deschidere, a fost câștigat de Bianca Belair de la SmackDown, câștigând un meci pentru  Women's World Championship la WrestleMania. Într-un alt meci proeminent, originarul din Canada, Kevin Owens l-a învins pe colegul canadian Sami Zayn într-un meci unsactioned. Evenimentul a văzut și revenirile lui Randy Orton și Jade Cargill. Evenimentul a fost remarcabil și pentru ultima apariție a lui Cena în Elimination Chamber, din cauza retragerii sale din wrestling la sfârșitul anului 2025, precum și pentru heel turn-ul său, deoarece Cena fusese un babyface din 2003.
Acesta a fost primul eveniment Elimination Chamber din Toronto și primul eveniment WWE care a avut loc la Rogers Centre de la WrestleMania X8 în 2002, când era încă cunoscut sub numele de SkyDome. A fost, de asemenea, al doilea eveniment Elimination Chamber din Canada după ediția din 2023 și al patru-lea consecutiv Elimination Chamber care a avut loc în afara Statelor Unite. Acesta a fost și primul PPV care nu a prezentat o apărare a vreunei centuri de la Survivor Series în 2021.

## Producție

### Fundal
Elimination Chamber este un eveniment de wrestling produs pentru prima dată de promoția americană WWE în 2010. De atunci se desfășoară în fiecare an, cu excepția anului 2016, în general în februarie. Conceptul evenimentului este că unul sau două meciuri din main event sunt disputate în cadrul Elimination Chamber, care este un tip de meci Steel Cage bazat pe eliminarea mai multor persoane, în care sunt în joc centuri sau oportunități viitoare la centuri.
Anunțat pe 8 noiembrie 2024, cel de-al 15-lea eveniment Elimination Chamber, intitulat Elimination Chamber: Toronto, era programat să aibă loc sâmbătă, 1 martie 2025, la Rogers Centre din Toronto, Ontario, Canada, și a prezentat luptători din diviziile  Raw și SmackDown. Acesta a marcat al doilea eveniment Elimination Chamber care va avea loc în Canada, după 2023, și al patrulea consecutiv care va avea loc în afara Statelor Unite, după evenimentele din 2022, 2023 și 2024, care au avut loc în Arabia Saudită, Canada (Montreal) și, respectiv, Australia. Acesta a marcat și primul eveniment WWE care a avut loc la Rogers Center de la WrestleMania X8 în 2002, când stadionul era cunoscut sub numele de SkyDome. Acesta a fost, de asemenea, al doilea eveniment Elimination Chamber care a avut un numele după orașul gazdă și care a avut loc în aer liber, după 2024.
Evenimentul a fost difuzat pe pay-per-view la nivel mondial și a fost disponibil pentru transmisie live pe Peacock în Statele Unite, Netflix pe majoritatea piețelor internaționale și WWE Network în orice țări rămase care nu s-au transferat încă pe Netflix din cauza contractelor preexistente. Aceasta a marcat prima Elimination Chamber care a transmis live pe Netflix în urma fuziunii WWE Network în ianuarie 2025(inclusiv România) în acele zone. Rogers Communications, proprietarul Rogers Centre, a fost un partener de lungă durată al WWE și al companiei mamă TKO, fiind partenerul său de difuzare și distribuție WWE Network în Canada din 2014 până în 2024 și continuând ca partener de difuzare canadian al companiei de arte marțiale mixte Ultimate Fighting Championship (UFC), compania soră a WWE sub TKO. Piesa tematică oficială a evenimentului a fost „New Way Out” de Poppy.
În 2011 și din 2013, evenimentul a fost promovat drept „No Escape” în Germania, deoarece se temea că numele „Cameră de eliminare” ar putea aminti oamenilor de camerele de gazare folosite în timpul Holocaustului.

## Storyline-uri
Evenimentul a cuprins patru meciuri care au rezultat din scenarii. Rezultatele au fost predeterminate de scriitorii WWE pentru mărcile Raw și SmackDown, în timp ce poveștile au fost produse în emisiunile de televiziune săptămânale ale WWE, Monday Night Raw și Friday Night SmackDown.
Pe 6 iulie 2024, la Money in the Bank, John Cena a anunțat oficial că se va retrage din wrestling la sfârșitul anului 2025, luptând pentru WWE din 2002 (deși cu jumătate de normă din 2018). Cena a mai declarat că va concura la Elimination Chamber, care va fi ultimul său eveniment Elimination Chamber. După ce a pierdut meciul Royal Rumble la Royal Rumble din 2025, în timpul post-show-ului, Cena a declarat că va concura în meciul Elimination Chamber masculin, deoarece va fi ultima sa oportunitate de a concura pentru un titlu mondial în Main Event-ul al unei seri din WrestleMania. A doua zi, directorul general al Raw, Adam Pearce, a anunțat că meciurile de calificare vor începe în noaptea următoare pe Raw. CM Punk a câștigat prima calificare învingându-l pe Sami Zayn. Al treilea loc a fost stabilit în episodul din 7 februarie din SmackDown, unde Drew McIntyre i-a învins pe Jimmy Uso și LA Knight într-un meci  în trei. Al patrulea loc a fost determinat în episodul din 10 februarie din Raw, unde Logan Paul l-a învins pe Rey Mysterio. Al cincilea loc a fost determinat în episodul din 14 februarie din SmackDown de un alt meci în trei în care Damian Priest i-a învins pe Braun Strowman și Jacob Fatu, în timp ce locul final a fost determinat în episodul din 17 februarie din Raw, în care Seth „Freakin” Rollins l-a învins pe Finn Bálor. Ca urmare a faptului căci câștigătorul Royal Rumble, Jey Uso, a ales să-l provoace pe Gunther pentru World Heavyweight Championship al Raw-ului la WrestleMania 41, acest lucru a confirmat căci câștigătorul meciului masculin Elimination Chamber îl va provoca pe Cody Rhodes pentru Undisputed WWE Championship al SmackDown-ului la WrestleMania.
Calificările pentru meciul feminin Elimination Chamber au început și în episodul din 3 februarie din Raw. Liv Morgan a câștigat prima calificare învingând-o pe Iyo Sky prin descalificare din cauza intervenției campioanei mondiale feminine Rhea Ripley. Al doilea și al treilea loc au fost stabilite în episodul SmackDown din 7 februarie, unde Bianca Belair și Alexa Bliss au învins-o pe Piper Niven și, respectiv, pe Candice LeRae. Al patrulea loc a fost determinat în episodul din 10 februarie din Raw, unde Bayley a învins-o pe Lyra Valkyria. Al cincilea loc a fost stabilit în episodul din 14 februarie din SmackDown, unde Naomi a învins-o pe Chelsea Green, în timp ce locul final a fost determinat în episodul din 17 februarie din Raw, unde Roxanne Perez de la NXT a învins-o pe Raquel Rodriguez. Ca urmare a faptului căci câștigătoarea Royal Rumble, Charlotte Flair, a ales să o provoace pe Tiffany Stratton pentru WWE Women's Championship de la SmackDown la WrestleMania 41, acest lucru a confirmat că învingătoarea meciului feminin Elimination Chamber va contesta pentru  Women's World Championship din Raw la WrestleMania.
În iunie 2024, Tiffany Stratton și Nia Jax au format o alianță. În acest timp, Stratton a câștigat meciul ladder Money in the Bank la evenimentul omonim din iulie, în timp ce Jax a câștigat WWE Women's Championship la SummerSlam în august. În octombrie, Jax a format și o alianță și cu Candice LeRae. După luni de tachinare, Stratton s-a întors în sfârșit împotriva lui Jax și a încasat cu succes contractul ei Money in the Bank în episodul din 3 ianuarie din SmackDown pentru a câștiga WWE Women's Championship. La Royal Rumble de pe 1 februarie, membra WWE Hall of Fame și originară din Canada Trish Stratus a intrat în meciul omonim pe locul 25 și a eliminat-o pe LeRae doar pentru ca Jax să o elimine pe Stratus. În episodul din 14 februarie din SmackDown, Jax a avut o revanșă pentru centură, cu toate acestea, meciul s-a încheiat cu o victorie de descalificare pentru Stratton, după ce LeRae a atacat-o pe Stratton. După meci, Jax și LeRae au continuat să o atace pe Stratton, determinând-o pe Stratus, care era în mulțime, să intre și să o ajute pe Stratton. Stratus a propus apoi să facă echipă cu Stratton la Elimination Chamber: Toronto, iar un meci pe echipe cu Stratus și Stratton împotriva lui Jax și LeRae a fost ulterior oficializat.
În episodul din 20 ianuarie din Raw, Sami Zayn a vorbit despre speranțele sale de a câștiga meciul Royal Rumble înainte de a fi întrerupt de vechiul său prietenul Kevin Owens. Owens a declarat că știe ce poate Zayn, și ar putea câștiga meciul Royal Rumble pentru că îl va sprijini pe Zayn, în același mod în care Owens știa că Zayn îl va sprijini în viitorul meci ladder al lui Owens împotriva lui Cody Rhodes pentru Undisputed WWE Championship tot la Royal Rumble. La eveniment, Owens a pierdut în fața lui Rhodos, însă, în timpul meciului, Zayn a apărut la marginea ringului pentru a-l verifica pe Owens, dar nu s-a implicat în meci. De asemenea, Zayn nu a câștigat meciul Royal Rumble. Zayn nu a reușit apoi nici să se califice pentru meciul Elimination Chamber în următorul episod din Raw. După meciul de calificare, Owens l-a atacat brutal pe Zayn cu un piledriver, rănindu-l grav pe Zayn. Într-un mesaj video postat pe X, Zayn a dat o actualizare cu privire la accidentarea sa și a spus că atunci când va fi autorizat din punct de vedere medical să lupte, va veni pentru Owens, care a răspuns și a susținut că refuzul lui Zayn de a-l ajuta în timpul meciului său de titlu a fost o trădare. Owens l-a provocat și pe Zayn la un meci la Elimination Chamber, indiferent dacă Zayn va fi sau nu autorizat medical. În episodul din 17 februarie din Raw, Zayn a acceptat provocarea lui Owens la un meci, cu toate acestea, managerul general al Raw, Adam Pearce, a refuzat să oficializeze meciul, deoarece Zayn încă nu era autorizat medical. Zayn a refuzat să părăsească ringul până când Pearce a oficializat meciul. Pearce i-a spus lui Zayn că nu poate sancționa un meci între cei doi. Prin urmare, un meci nesancționat dintre Owens și Zayn, în țara lor natală, Canada, a fost programat pentru Elimination Chamber: Toronto.
În episodul din 21 februarie din SmackDown, Dwayne „The Rock” Johnson, membru al consiliului de administrație TKO, a făcut o apariție specială în care l-a chemat pe Campionul WWE Cody Rhodes. Rock a declarat că, deși au stat unul împotriva celuilalt la WrestleMania XL anul anterior, de atunci deveniseră prieteni. Deși Rock l-a lăudat pe Rhodes pentru că a devenit un mare campion și un campion al fanilor, el a vrut ca Rhodes să fie campionul lui. Rock a susținut că l-ar putea ridica pe Rhodes și mai sus, putând face orice pentru Rhodes și va fi prezent la Elimination Chamber: Toronto pentru a obține un răspuns din partea lui Rhodes.

## Rezultate
| No. | Rezultate                                                                                         | Tip de meci                                                                               | Timp  |
| --- | ------------------------------------------------------------------------------------------------- | ----------------------------------------------------------------------------------------- | ----- |
| 1   | Bianca Belair învinge pe Alexa Bliss, Bayley, Liv Morgan, Naomi, și Roxanne Perez                 | Meci Elimination Chamber pentru o șansă la Women's World Championship la WrestleMania 41  | 29:15 |
| 2   | Tiffany Stratton și Trish Stratus înving pe Nia Jax și Candice LeRae prin pinfall                 | Meci Tag team                                                                             | 11:40 |
| 3   | Kevin Owens învinge pe Sami Zayn prin pinfall                                                     | Meci Unsactioned                                                                          | 27:35 |
| 4   | John Cena învinge pe CM Punk, Damian Priest, Drew McIntyre, Logan Paul, și Seth "Freakin" Rollins | Meci Elimination Chamber pentru o șansă la Undisputed WWE Championship la WrestleMania 41 | 32:40 |